# Бежецк (станция)
Бе́жецк — товарно-пассажирская железнодорожная станция Московского региона Октябрьской железной дороги на линии Бологое — Сонково, расположенная в одноимённом городе Тверской области, в северной части города.

## История

### Появление

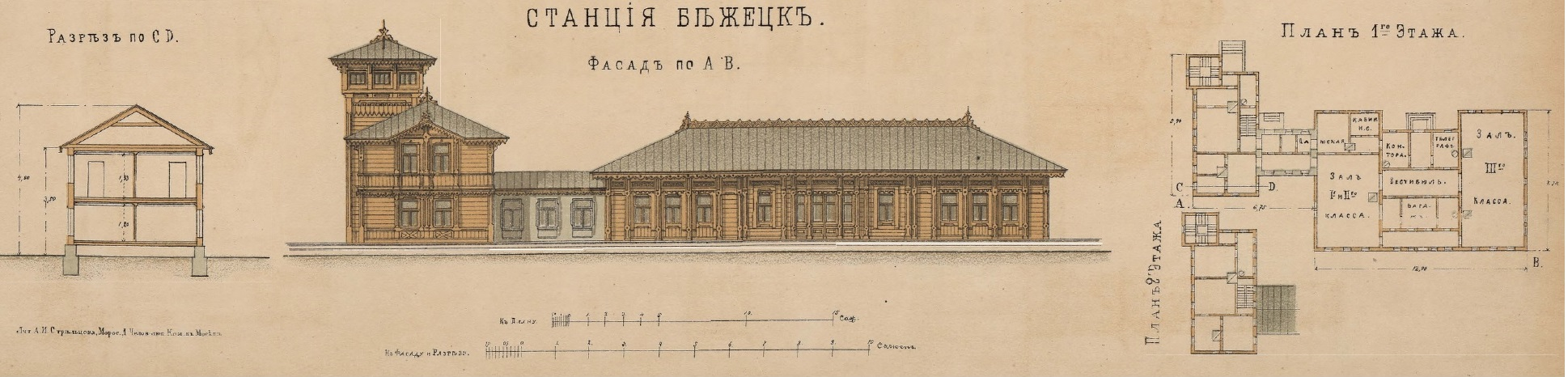
Чертёж первого вокзала 1870 года постройки

Станция возникла в 1870 году, при строительстве железнодорожной линии, которая связала Рыбинск (конечный пункт волжской торговли зерном) со станцией Бологое (а через неё — с Москвой и Петербургом). В 1869 году было основано акционерное «общество Рыбинско-Бологовской железной дороги», а в 1870 году (по другим данным — в 1871 году) железнодорожная линия Бологое — Рыбинск была сдана в эксплуатацию.

### Во время Великой Отечественной войны
Во время Великой Отечественной войны через станцию проходили воинские эшелоны, снабжавшие войска фронтов северо-западного направления, а также осуществлявшие эвакуацию. Немецкая авиация неоднократно бомбила станцию, самый крупный налёт с многочисленными жертвами произошёл 29 октября 1941 года.
В октябре 2005 года Октябрьской железной дорогой и администрацией города была открыта мемориальная доска в память о погибших при бомбардировке. «Вместе с Московским отделением Октябрьской железной дороги мы приняли решение в год 60-летия Победы оставить напоминание молодежи, гостям нашего города и землякам об этом событии. Мы помним о тех днях и живем большой надеждой на то, что подобное никогда не повторится», — отметил в своем выступлении глава администрации Бежецка Михаил Шибанов.

## Движение

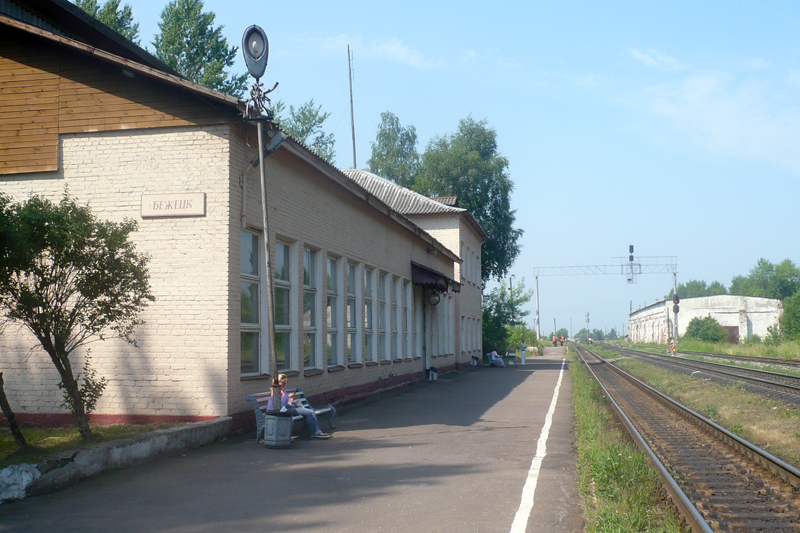
на Бологое

Движение по станции осуществляется в двух направлениях: на запад — на Максатиху — Удомлю — Бологое и на восток — на Сонково.
Через станцию проходят пассажирские поезда дальнего следования, соединяющие Санкт-Петербург с городам Иваново, Самарой и Уфой, а также с посёлком Сонково, а также пригородный дизель-поезд Бологое — Сонково. Прямого пассажирского сообщения с Москвой и Тверью станция не имеет.
На станции ежедневно останавливается пригородный поезд Бологое-Сонково.
| № поезда              | Маршрут движения           | № поезда              | Маршрут движения           |
| --------------------- | -------------------------- | --------------------- | -------------------------- |
| 45 «Текстильный край» | Иваново — Санкт-Петербург  | 46 «Текстильный край» | Санкт-Петербург — Иваново  |
| 47                    | Самара — Санкт-Петербург   | 48                    | Санкт-Петербург — Самара   |
| 043                   | Кострома — Санкт-Петербург | 044                   | Санкт-Петербург — Кострома |